# Зінковський Володимир Олександрович
Володимир Олександрович Зінковський (народився 26 березня 1949, Запоріжжя) — український флейтист, піаніст, гітарист, контрабасист, керівник ансамблю.

## Життєпис
Закінчив Запорізьке музичне училище (1973) та Владивостоцький інститут мистецтв (1979) по класу флейти.
У 1964–1967 грав на гітарі в танцювальних ансамблях та оркестрах Запоріжжя.
З 1968 виступав з квартетом Запорізького джаз-клубу «Синкопа», де грав на контрабасі, гітарі та флейті. Брав участь у фестивалях «Юність-
68» (Дніпропетровськ) і «Донецьк-102» (1971).
Пізніше керував ансамблями, з якими виступав на фестивалях «Джаз на Дніпрі-87» (Дніпропетровськ), «Горизонти джазу» (Кривий Ріг, 1988).
З 1992 жив у Сполучених Штатах, в 199–1998 працював у місті Фенікс, штат Аризона, та в місті Анкоридж на Алясці. Під час роботи у США записав два сольних CD, грав у різних складах — від тріо до біг-бенду. Гастролював Японією — кілька разів виступав у Окинаві (1995, 1996, 1998). Зараз мешкає у Києві.
Був ініціатором створення гурту «Yalta Jam».